# Acádia (América)
Acádia (em francês Acadie) é uma região cultural e histórica do nordeste americano que compreende, no seu sentido mais estrito, o norte e leste da província canadiana de Nova Brunswick, algumas localidades da Ilha do Príncipe Eduardo e da Nova Escócia e, esporadicamente, a província da Terra Nova e Labrador. Outras definições fazem alusão à francofonia americana, incluindo a Luisiana (também referida como Acadiana, lar dos cadianos ou cajuns, como ficaram conhecidos após a repopulação daquele estado) e a diáspora no Quebeque e Maine.
Em termos históricos, integrou a Nova França após a sua fundação em 1604 e incluía partes do leste do Quebeque, as Províncias marítimas do Canadá e o território atual do Maine até ao rio Kennebec. Durante grande parte dos séculos XVII e XVIII, Norridgewock e Castine (nos rios Kennebec e Penobscot, respetivamente) constituíram os limites mais a sul da região. A atual definição pelo governo francês faz referência aos territórios na costa atlântica sensivelmente entre o 40.º e o 46.º paralelo. Foi depois dividida entre as colónias britânicas que se transformaram nas atuais províncias canadianas e estados americanos.

Colonizada inicialmente por indivíduos originários do oeste da França, em território habitado pelos ameríndios (Confederação Wabanaki), a miscigenação entre as duas culturas resultou no estabelecimento de população substancial de origem mestiça — métis.

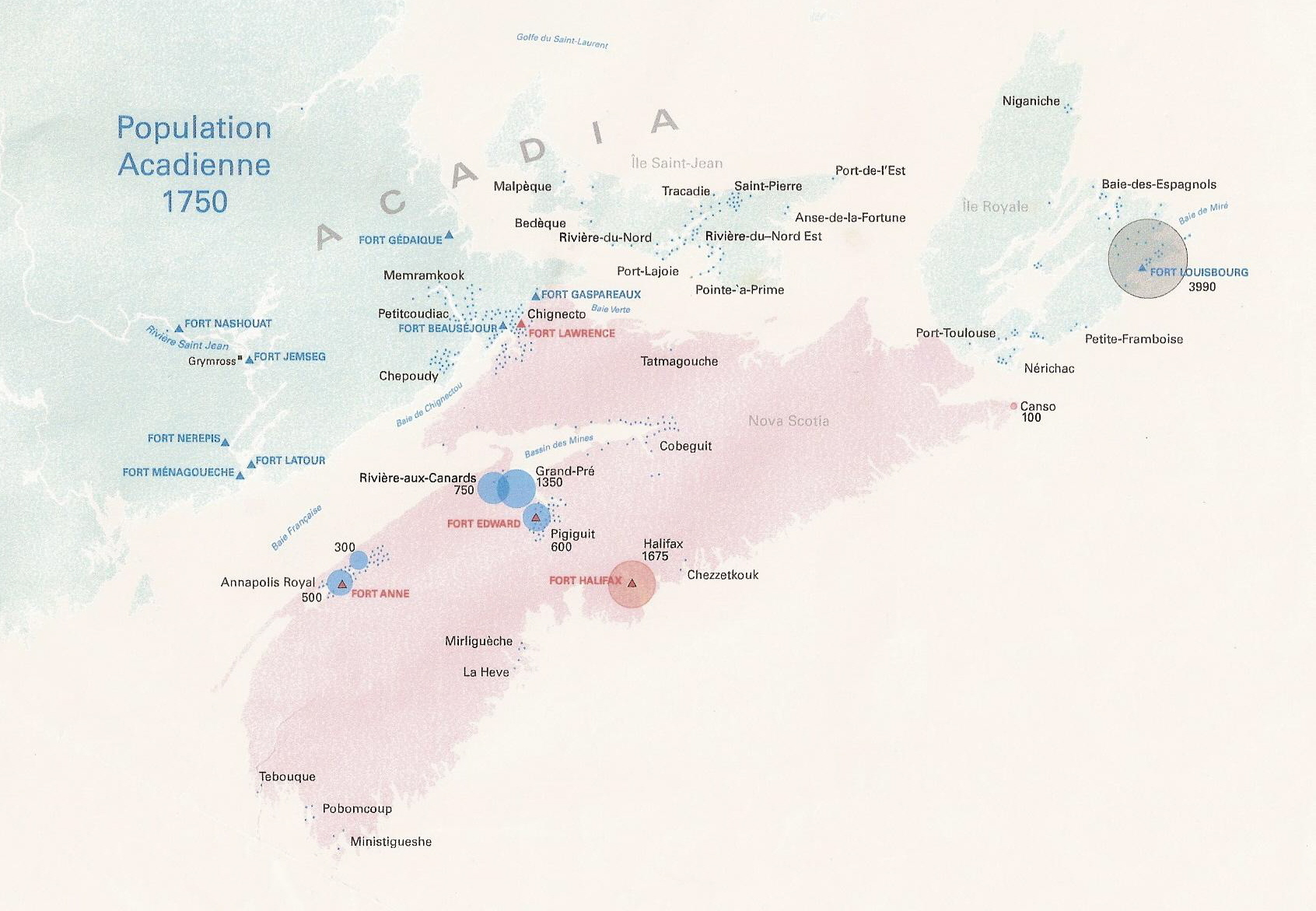
Extensão da Acádia em 1750.

A sua primeira capital foi Port Royal, estabelecida em 1605 e mais tarde destruída pelas forças militares britânicas em 1613. Foi depois reconstruída nas redondezas, mantendo o seu estatuto até ao cerco de 1710. Nos 74 anos seguintes originaram-se seis guerras coloniais nas quais os interesses ingleses e posteriormente britânicos levaram às sucessivas tentativas de conquista, iniciada com a Guerra do Rei Guilherme em 1688 e que se deu formalmente em 1713. O território do Novo Brunswick e grande parte do Maine permaneceram em disputa entre as duas coroas. A Ilha do Príncipe Eduardo (Île Saint-Jean) e o Cabo Bretão (Île Royale) permaneceram sob autoridade francesa graças ao artigo XIII do Tratado de Utreque. A região do Maine foi perdida depois das derritas militares sobre a Confederação Wabanaki e dos sacerdotes franceses, o que deu origem à Guerra do Padre Rale. No decurso do reinado de Jorge II tanto a França como a Nova França empreenderam esforços significativos para recuperar os territórios da Nova Escócia. Na Guerra do Padre Le Loutre, Nova Brunswick foi transferida para a administração britânica. Finalmente, em 1758, na Guerra Franco-Indígena, tanto a Île Royale como a Île Saint-Jean caíram para as mãos dos britânicos, pondo fim ao controle francês na região. Por esta altura, as revoltas dos acadianos levam à sua deportação forçada, primeiro para as Treze Colónias e Luisiana, depois para a Europa, entre 1755 e 1763.
Atualmente, a cultura acadiana (com claras diferenças da cultura quebequense, sendo o francês acadiano um dialeto substancialmente diferente do francês) ainda sobrevive, tendo uma forte presença na província canadense de Nova Brunswick (única província canadense em que ambos inglês e francês são línguas oficiais) e na Nova Escócia, com menores comunidades espalhadas pela Pennsilvânia, Vermont, Ilha do Príncipe Eduardo, Terra Nova e Labrador, Louisiana e Maryland.

## Etimologia
A origem da designação é de Giovanni da Verrazano, que no século XVI denominou de Arcádia (com r) a toda a costa a norte da Virgínia. O nome deriva da região grega do mesmo nome, termo que desde a Antiguidade Clássica incluía também os significados de "refúgio" ou "lugar idílico". Em Dictionary of Canadian Biography, detalha-se a motivação para tal:
"Arcadia, o nome que Verrazzano deu à Maryland ou Virgínia 'devido à beleza das árvores', apareceu pela primeira vez no mapa de Gastaldo em 1548 e é o único nome desse mapa a sobreviver no léxico canadiano"
Em 1603 foi dada autorização para o estabelecimento de uma colónia entre os 40.º e 46.º paralelos por Henrique IV, que reconheceu o território como La Cadie. Também no século XVII, Champlain estabeleceu a atual ortografia, suprimindo o r. Uma nota de particular interesse reside na pronúncia de Acadie e no sufixo Míkmawísimk -akadie, que significa "um lugar de abundância" O uso moderno deste último persiste atualmente em topónimos como Shunacadie (lugar de arandos abundantes) ou Shubenacadie (em referência à abundância da batata). Pensa-se que os contactos entre os primeiros comerciantes franceses e os caçadores Mi'kmaq possam ter levado à mudança de l'Arcadie para l'Acadie.

## Geografia

### Geologia
A maioria do território pontua-se pela presença de rochas paleozoicas, juntamente com a área pré-cambriana de Chéticamp e mesozoica no fundo marinho perto de Clare. Todas elas pertencem à orogénese dos Apalaches. A maior parte do território compõe-se de rochas sedimentares mas existem também outras: vulcânicas, sobretudo concentradas nas zonas de Bathurst, Campbellton e Grand-Sault; intrusivas, em Bathurst, Belledune e Argyle; enquanto que em Chéticamp se encontram, para além de todas estas, rochas metamórficas.
O risco sísmico é relativamente pequeno à exceção da província do Novo Brunswick, onde tremores de terra com magnitudes maiores a 5,0 podem ocorrer, mas sobretudo nos Grandes Bancos de Terra Nova, de cujo sismo em 1929 (de magnitude 7,2) decorreu um maremoto, o único até à data.

### Topografia
A Acádia localiza-se no extremo norte da Cordilheira Apalache, com o seu ponto mais alto em Monte Carleton, de 817 metros de altura. Está ligado a outros maciços, particularmente o planalto do Cabo Bretão, que ocupa o oeste da ilha homónima. O seu cume principal tem 523 metros de altura. As terras da Ilha do Príncipe Eduardo não ultrapassam os 142 metros acima do nível do mar.

### Hidrografia
Os principais cursos de água são os rios Restigouche e Népisiguit, que desembocam na Baía dos Calores; o Rio Miramichi, que acaba no Golfo de São Lourenço; o Rio Petitcodiac e o Rio São João, que desembocam na Baía de Fundy. A região conta também com numerosos lagos de pequena extensão e várias zonas húmidas, sobretudo na península Acadiana e no condado de Kent.

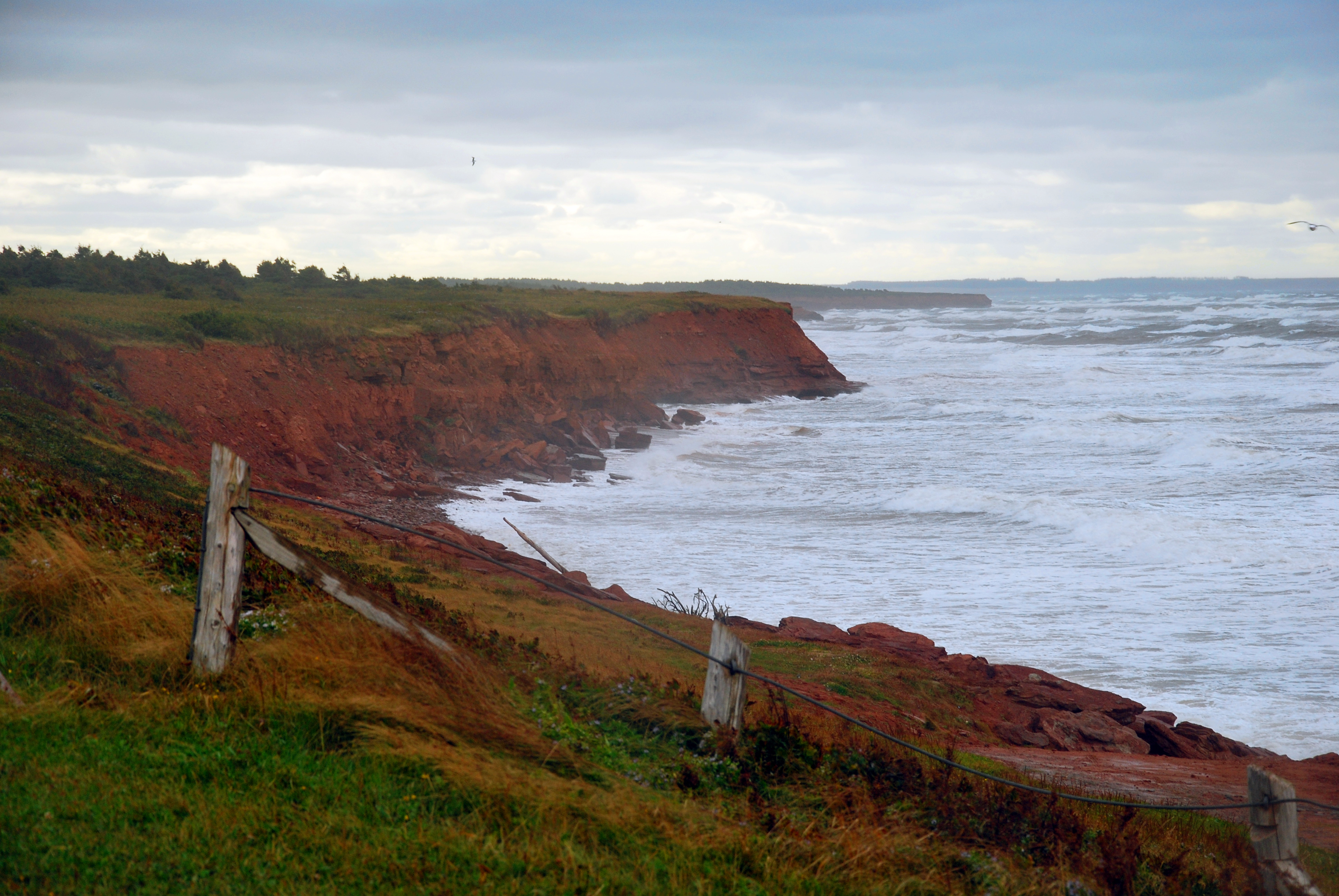
Falésias perto de Rustico.
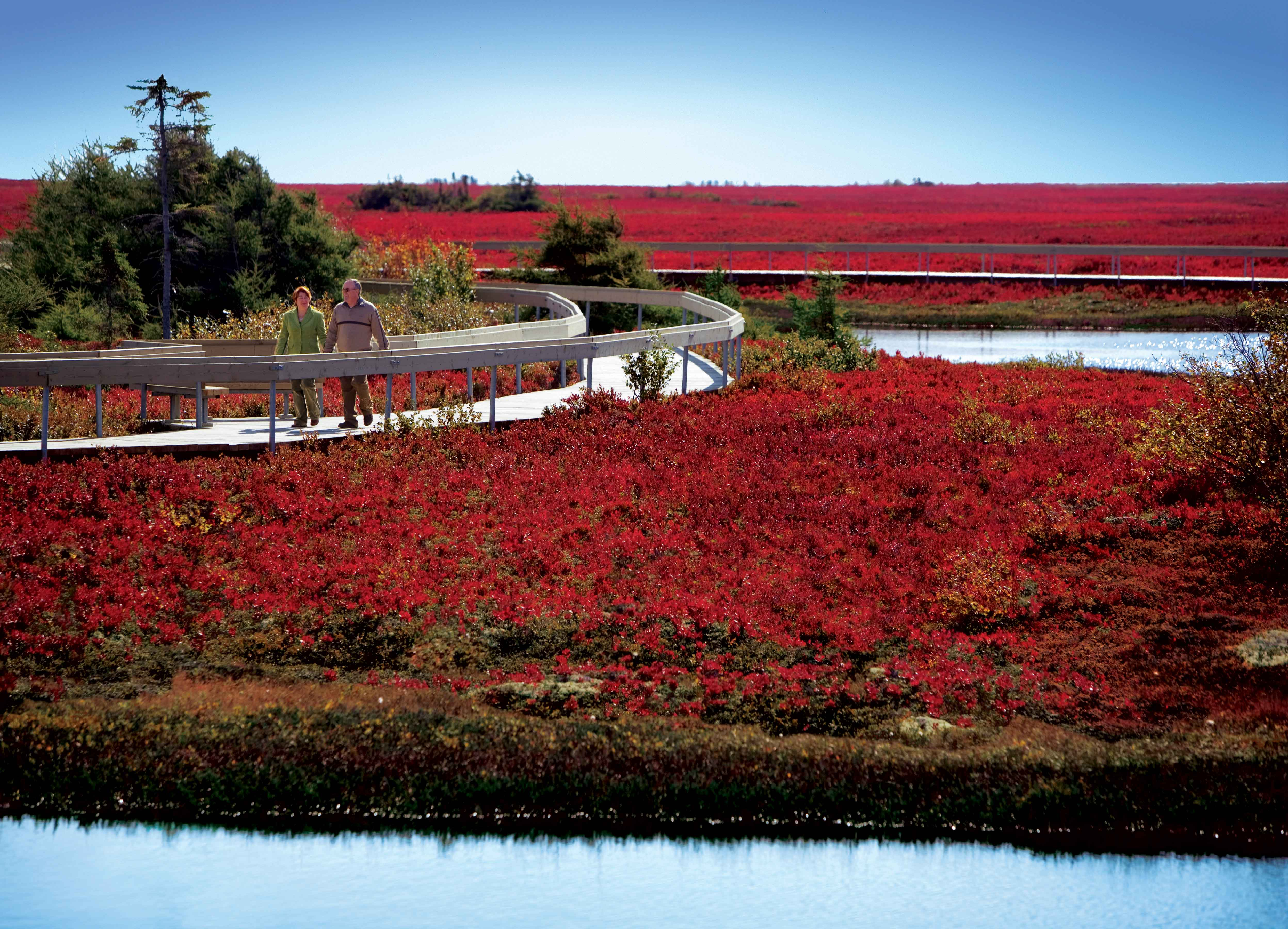
Planície de Miscou no outono.
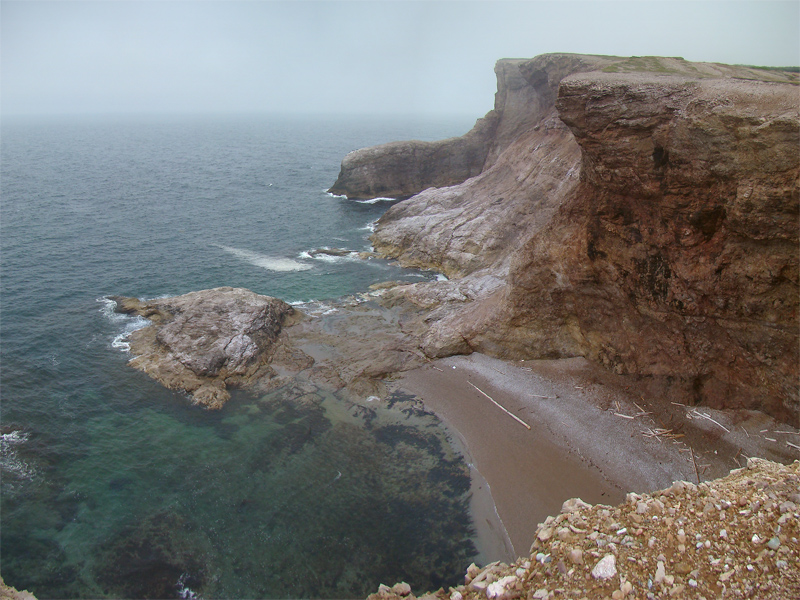
Parc Boutte-du-Cap, na costa do Golfo de São Lourenço, na península de Port-au-Port.
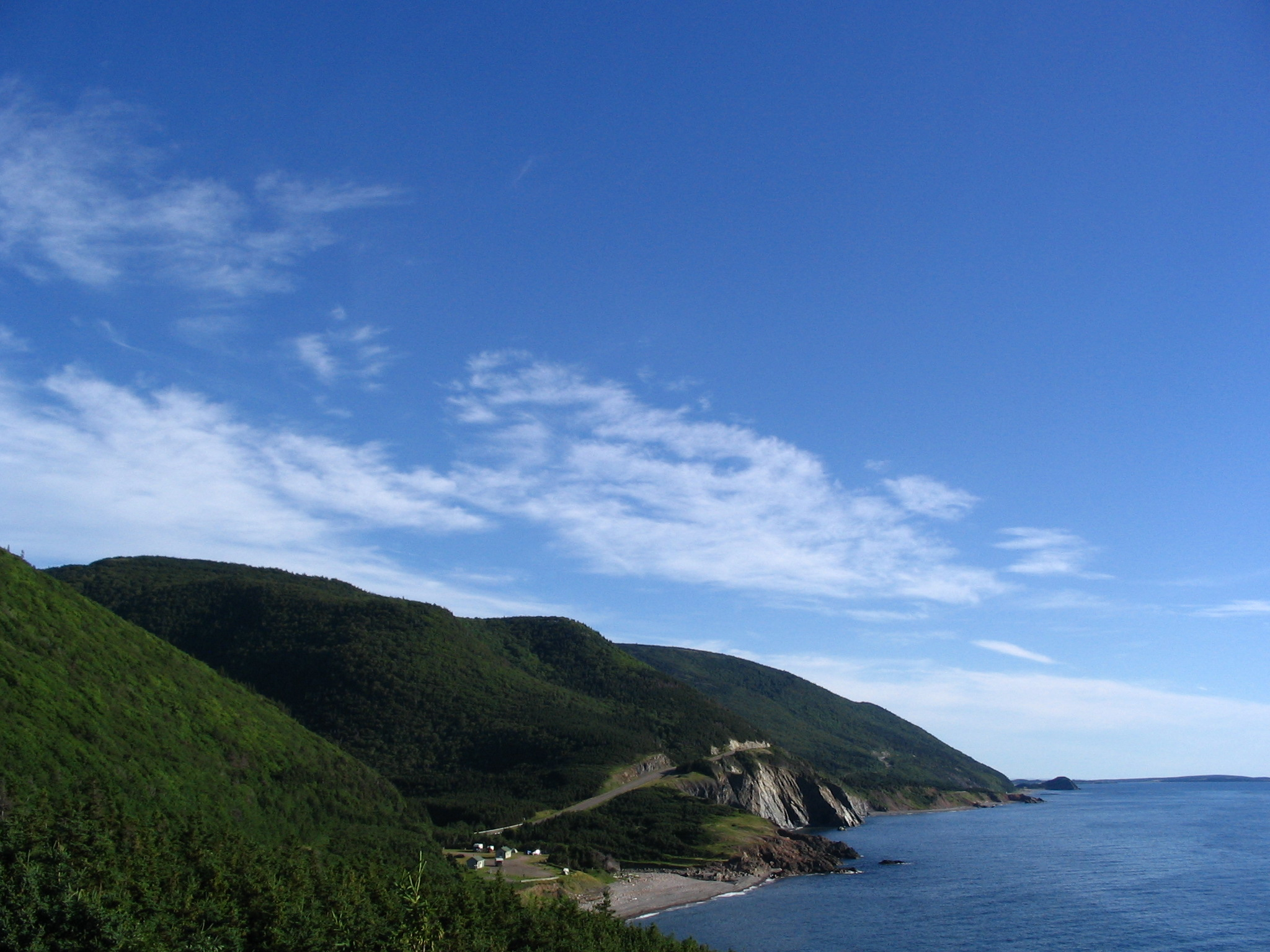
O caminho Cabot, no Parque Natural das Terras Altas do Cabo Bretão.
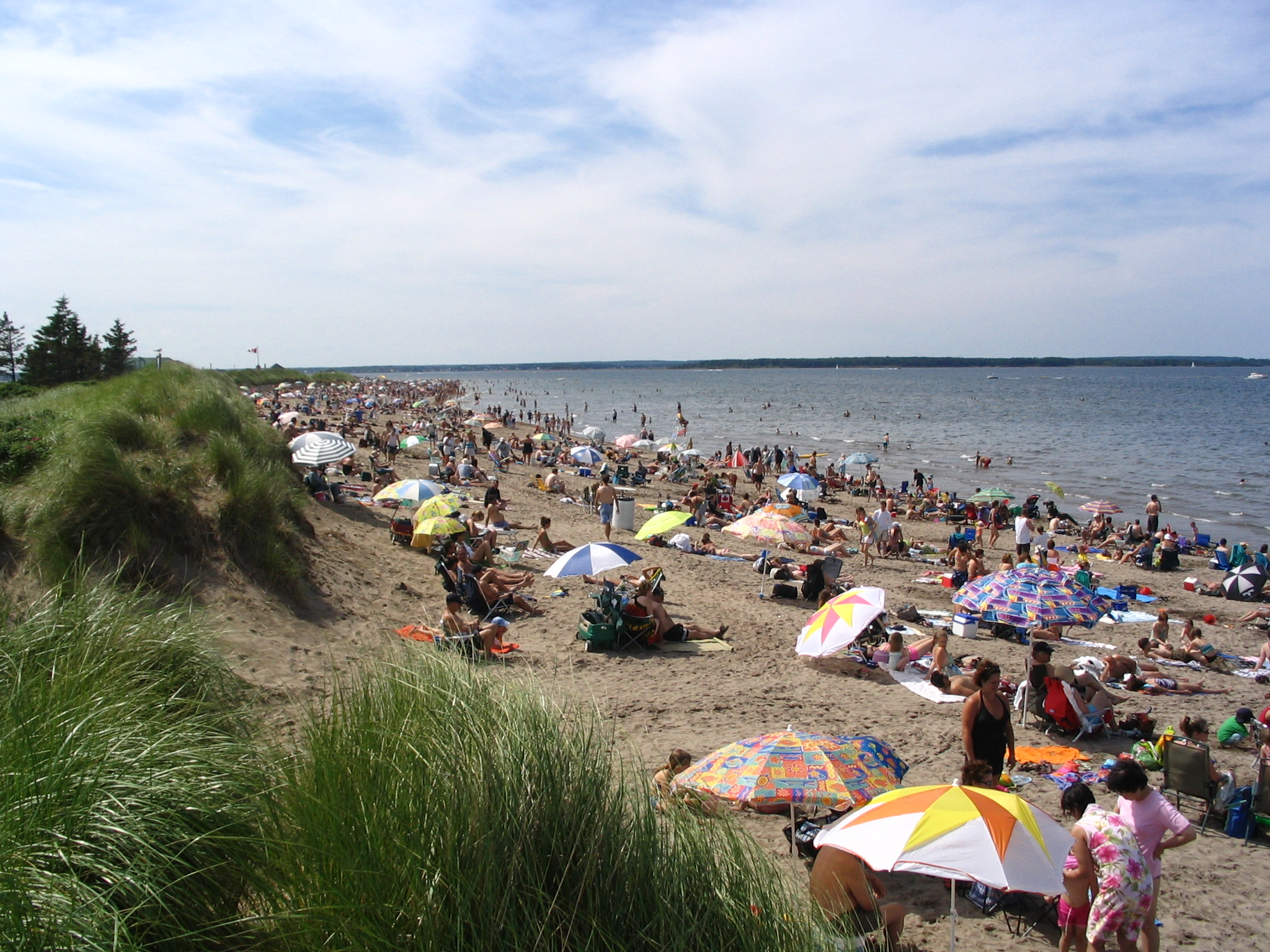
Praia Parlée em Pointe-du-Chêne, perto de Shédiac.
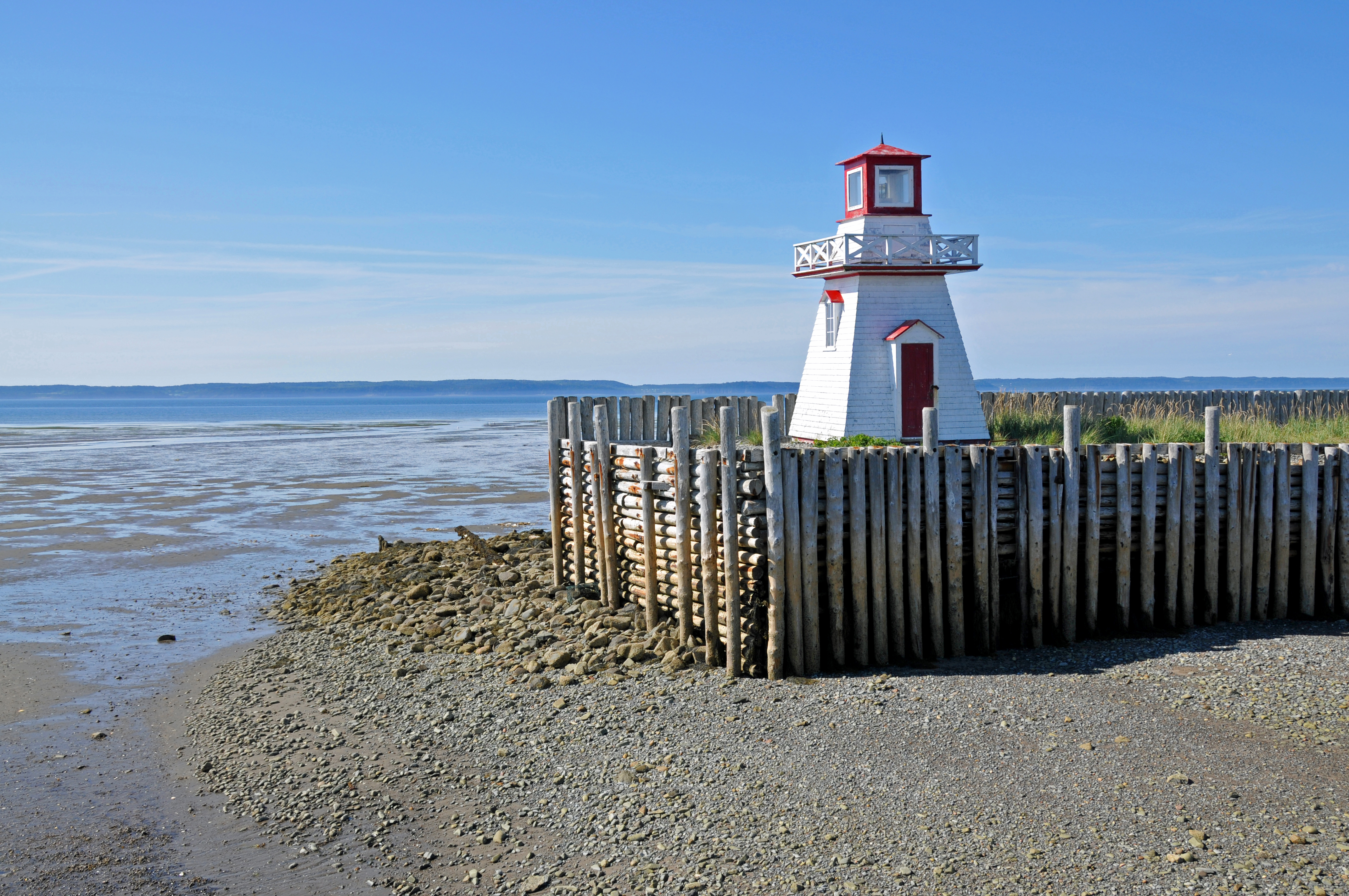
Farol de Anse-des-Belliveau, em Clare.

## História

### Figuras militares de relevo
A seguinte lista inclui indivíduos nascidos na Acádia ou aqueles que se naturalizaram antes da retirada francesa da região em 1763.

### Séculos XVII e XVIII

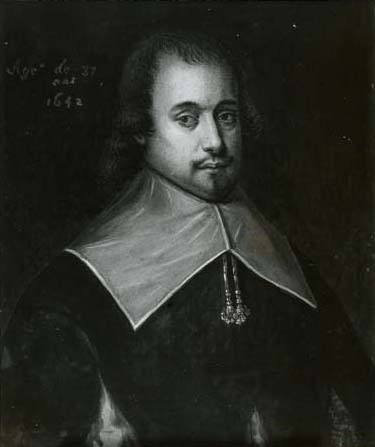
Charles de Menou d'Aulnay – Guerra Civil Acadiana
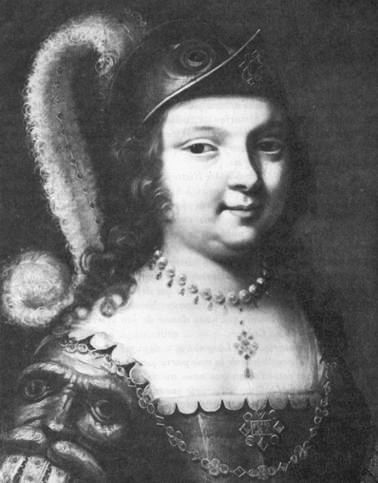
Françoise-Marie Jacquelin – Guerra Civil Acadiana
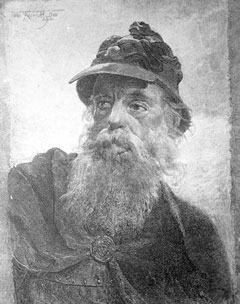
Baron de St. Castin – Guerra do Rei Guilherme
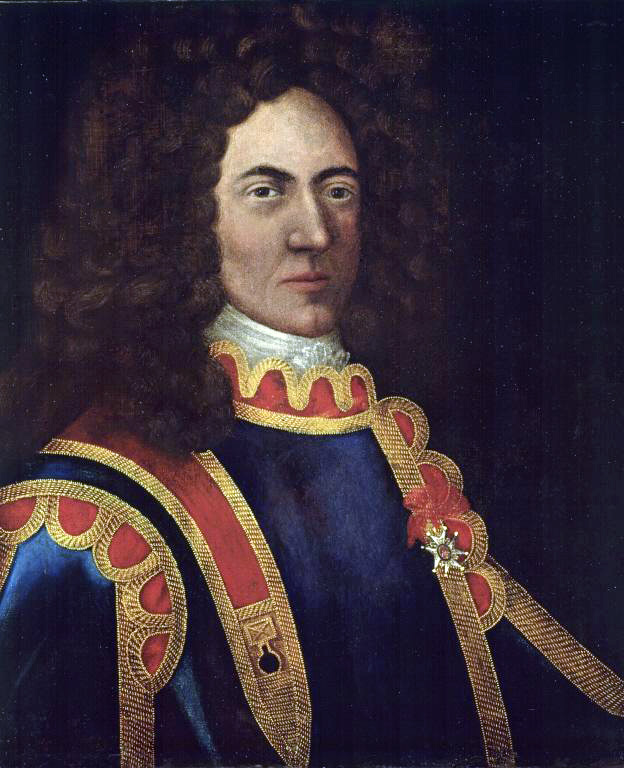
Jean-Baptiste Hertel de Rouville – Guerra da Rainha Ana
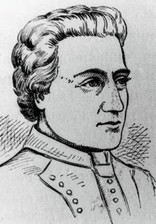
Daniel d'Auger de Subercase, último governador da Acádia (1706–1710)
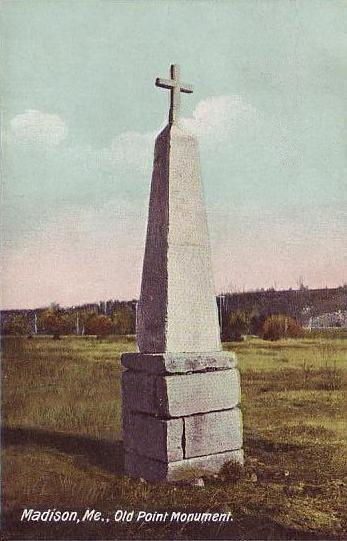
Sébastien Rale – Guerra do Padre Rale
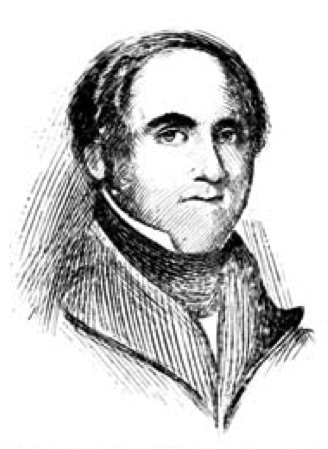
Captão Charles Morris – Guerra do Rei Jorge
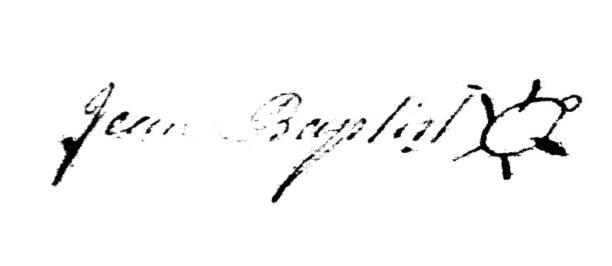
Chefe Jean-Baptiste Cope – Guerra do Padre Le Loutre
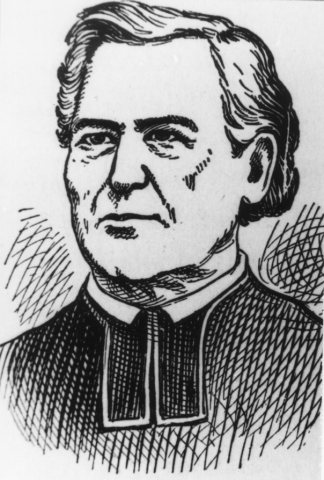
Jean-Louis Le Loutre – Guerra do Padre Le Loutre
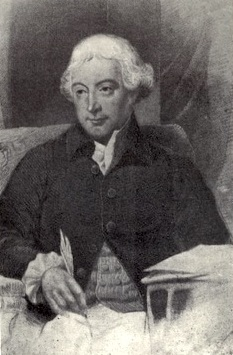
Charles Lawrence – Guerra do Padre Le Loutre
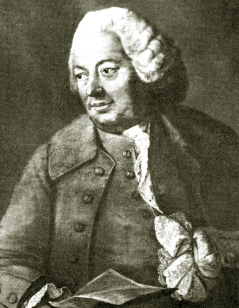
Thomas Pichon